# Tontowi Ahmad
Tontowi Ahmad, né le 18 juillet 1987, est un joueur indonésien de badminton professionnel spécialiste du double mixte. Il est double champion du monde de double mixte en 2013 et 2017 ainsi que champion olympique en Jeux olympiques d'été de 2016, associé à Liliyana Natsir.